# وویه (شهرستان اوک)
وویه (به لاتین: Łoje) یک روستا در لهستان است که در گمینا کالینووو واقع شده‌است.